# Justin Alexander Madathiparambil
Justin Alexander Madathiparambil (* 6. April 1972 in Pambanar, Kerala) ist ein indischer römisch-katholischer Geistlicher und Weihbischof in Vijayapuram.

## Leben
Justin Alexander Madathiparambil besuchte das Knabenseminar in Kottayam und erwarb ein Diplom in Philosophie an der University of Kerala und studierte anschließend Philosophie und Theologie am Päpstlichen Priesterseminar St. Joseph in Alwaye. Am 27. Dezember 1997 empfing er das Sakrament der Priesterweihe für das Bistum Vijayapuram.
Nach verschiedenen Aufgaben in der Pfarrseelsorge studierte er von 2005 bis 2017 in Rom. Am Päpstlichen Athenaeum Sant’Anselmo erwarb er das Lizenziat in Liturgiewissenschaft. Anschließend wurde er an der Päpstlichen Universität Urbaniana in Dogmatik zum Dr. theol. promoviert. Während seines Aufenthalts in Italien war er im Bistum Prato in der Seelsorge tätig. Nach der Rückkehr nach Indien wurde er zum Generalvikar des Bistums Vijayapuram ernannt. Darüber hinaus war er Präsident der Vijayapuram Social Service Society und der Diocesan Corporate Educational Agency sowie Diözesandirektor der päpstlichen Missionswerke und Direktor der Diözesankommission für den Klerus und die Seminaristen. Außerdem war er Präsident des Assisi Institute of Nursing.
Papst Franziskus ernannte ihn am 13. Januar 2024 zum Titularbischof von Lysinia und zum Weihbischof in Vijayapuram. Der Bischof von Vijayapuram, Sebastian Thekethecheril, spendete ihm am 12. Februar desselben Jahres in der Kathedrale von Kottayam die Bischofsweihe. Mitkonsekratoren waren der Erzbischof von Verapoly, Joseph Kalathiparambil, und der Erzbischof von Trivandrum, Thomas Jessayyan Netto.